# Maurice Blin
Maurice Blin (Levrézy, 28 agosto 1922 – Talant, 16 giugno 2016) è stato un politico francese, membro del partito di centro UDF.
Universitario di professione, è stato senatore delle Ardenne per quattro legislature:
- 26 settembre 1971
- 28 settembre 1980
- 24 settembre 1989
- 27 settembre 1998 (si è dimesso il 4 luglio 2007)

È stato membro del CNESER (Conseil national de l'enseignement supérieur et de la recherche).